# Gräsås
Gräsås is een plaats in de gemeente Karlstad in het landschap Värmland en de provincie Värmlands län in Zweden. De plaats heeft 78 inwoners (2005) en een oppervlakte van 14 hectare.